# Марінер-6

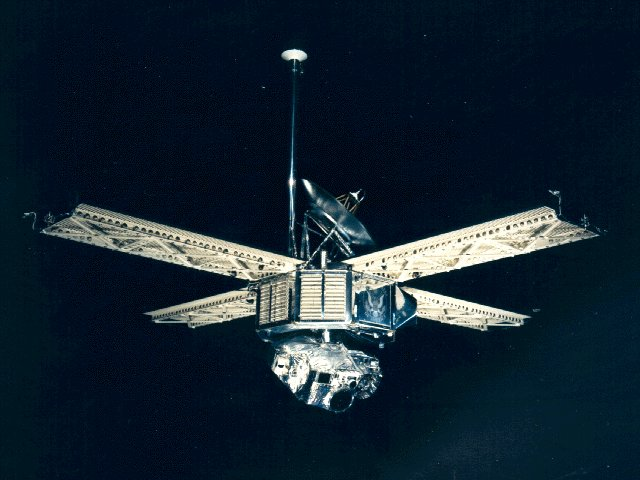
Марінер-6 (Mariner 6)

«Ма́рінер-6» (англ. Mariner 6, букв. — моряк), (Mariner Mars 69A) — американський космічний зонд програми НАСА «Марінер Марс 1969». Космічний апарат призначався для проведення наукових досліджень Марса з пролітної траєкторії.
«Марінер-6» — космічний апарат 3-го покоління із серії «Марінер». Головна організація з проєктування, виготовлення й випробувань — Лабораторія реактивного руху (Jet Propulsion Laboratory або JPL). Розробку окремих систем виконували різні промислові організації. Розробка наукових приладів виконувалася за участю вищих навчальних закладів. Проєктування було розпочато в кінці 1965 р. і його основна частина закінчилася в 1967 р. 31 липня 1969 року в 5:19:07 UT зонд зробив успішний обліт Марса на відстані 3430 км.
«Марінер-6» — перший космічний апарат, який провів дослідження складу атмосфери Марса із застосуванням спектроскопічних методик і визначення температури поверхні за вимірюваннями інфрачервоного випромінювання.

## Конструкція

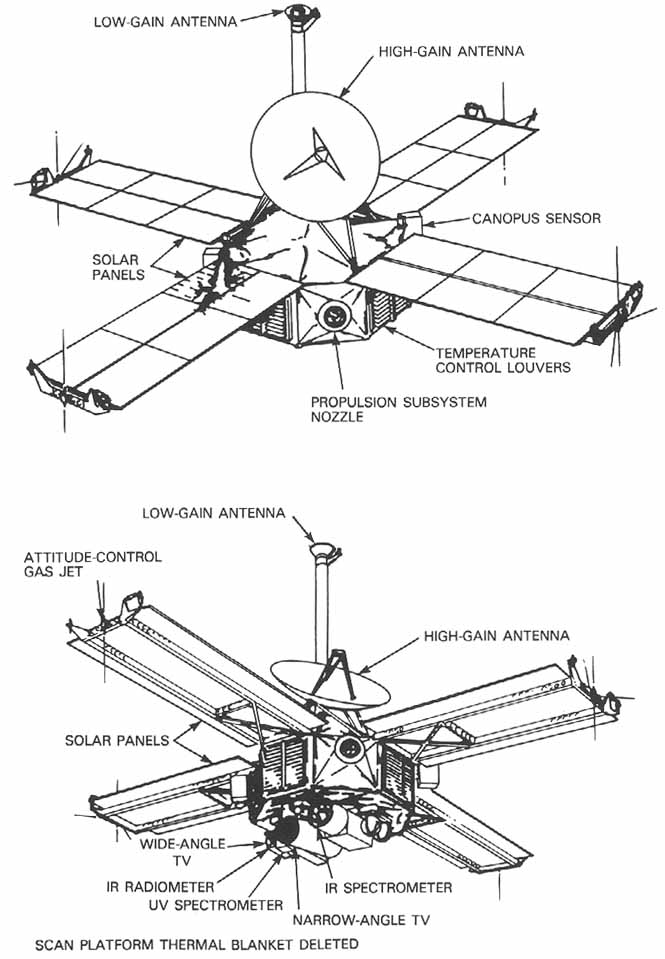
Схема Марінера-6

Корпус космічного апарата має форму восьмигранника 138,4 см завширшки і 45,7 см заввишки. Корпус із магнієвого сплаву, негерметичний. Чотири сонячні батареї з розмахом 5,80 м прикріплені до верхньої частини апарата. Параболічна антена діаметром 116,8 см із високим коефіцієнтом посилення встановлена у верхній частині апарата, а всенаправлена антена з низьким коефіцієнтом посилення закріплена на щоглі висотою в 223,5 см установленої поруч із параболічною антеною. Загальна висота космічного апарата склала 3,35 м, а маса — 411,8 кг. Корпус розділений на вісім відсіків, у яких розмістилася електронна апаратура, кабелі, корекційна рухова установка, ємності з газом для системи орієнтації та регулюючі пристрої. У центрі нижньої поверхні корпуса розміщена двовісна сканувальна платформа.
Апаратура зв'язку на «Марінері-6» складалася з дубльованого радіопередавача S-діапазону (2195 МГц) потужністю 20 Вт та одного радіоприймача. Апаратура могла відправляти й отримувати дані через всеспрямовану антену з низьким коефіцієнтом посилення і спрямовану антену з високим коефіцієнтом посилення. Швидкість передавання даних через параболічну спрямовану антену становила 16 200 біт/с. Дані могли також зберігатися для подальшого передавання на бортових магнітофонах: цифровому ємністю 13 000 000 біт і аналоговому ємністю 120 000 000 біт.

### Наукові прилади
На «Марінері-6» встановлено такі наукові прилади:
- ультрафіолетовий спектрометр
- двоканальний інфрачервоний спектрометр
- двоканальний інфрачервоний радіометр
- вузькокутна телевізійна камера для отримання знімків Марса
- широкококутна телевізійна камера для отримання знімків Марса

Наукові прилади розміщені на двовісній сканувальній платформі. Платформа спрямовує прилади на задані ділянки поверхні при прольоті «Марінера-6» поблизу Марса. Усе бортове наукове обладнання призначалося для дослідження Марса, експериментів із вивчення міжпланетного космічного простору «Марінер-6» не проводив.
Програма наукових досліджень:
- Отримання знімків для вивчення стану і властивостей поверхні Марса а також хмар, димки в атмосфері.
- Дослідження складу атмосфери з застосуванням спектроскопічних методик.
- Визначення параметрів атмосфери (в тому числі тиску) на підставі даних експерименту по радіозатемнення.
- Визначення температури поверхні за вимірюваннями інфрачервоного випромінювання Марса.

## Хід польоту
«Марінер-6» запущений 24 лютого 1969 року космодрому на мисі Канаверал ракетою-носієм Атлас-SLV3C c розгінним блоком Центавр D.
Фотографування Марса проводилося в два етапи: при зближенні з планетою та при проходженні в безпосередній близькості від поверхні планети.
За 50 годин до максимального зближення з Марсом програмно-тимчасове пристрій дало команди на розігрів наукових приладів, включення системи перетворення даних, магнітофонів і механізму скануючої платформи. Вмикається інфрачервоний датчик далекого захоплення Марса, який визначає напрямок на центр диска планети. Сканувальна платформа працює в режимі автоматичного супроводу за сигналами цього датчика.
За 48 годин до максимального зближення вузькокутова камера почала перший сеанс зйомки диска планети. Протягом 20 годин камера з інтервалами в 37 хвилин отримала серію з 33 знімків. За цей час планета зробила 5/6 обороту, і відстань між нею і «Марінером-6» зменшилася з 1 241 000 до 725 000 км. Отримані знімки були записані на аналоговий магнітофон, а після закінчення сеансу зйомки за три години були прийняті на 63-метрову антену станції далекого космічного зв'язку в Голдстоуні. Запис знімків на магнітній стрічці був стертий.
За 22 години до максимального зближення вузькокутова камера почала другий сеанс зйомки диска планети. Протягом 15 годин камера отримала серію з 17 знімків. За цей час відстань між планетою і «Марінером-6» зменшилася з 561 000 до 175 000 км. Отримані знімки передали на Землю, а запис стерли. На найкращих із другої серії знімках диска Марса видно деталі діаметром 25 км (на фотографіях земних телескопів видно деталі діаметром 150 км). «Марінер-6» отримав 50 знімків з великої відстані.
Під час подальшого зближення з Марсом здійснюється захоплення лінії горизонту планети двома вузькокутовими датчиками горизонту та скануюча платформа переводиться в режим сканування по диску планети. Межі сканування по двох осях становлять 215 і 64°.
Результати вимірювань фізичних параметрів планети та її атмосфери по трасі сканування, яка періодично перетинає диск планети, записуються в цифровому коді на магнітофон. Одночасно виходять телевізійні зображення окремих ділянок Марса на трасі сканування. «Марінер-6» сфотографував із близької відстані екваторіальний ділянку між екватором і паралеллю 20° пд. ш. На цій ділянці розташовані світла область Deucalions Regio, оаза Juventae Fons і Oxia Pallus.
«Марінер-6» пролетів біля Марса 31 липня 1969 р. Мінімальна відстань склала 3429 км о 5:19:07 UT 31 липня. Космічний апарат в цей момент перебував на відстані понад 96 млн км від Землі.
За 15 хвилин до максимального зближення дві телекамери почали автоматично фотографувати планету з інтервалами між знімками 42 секунди. Усередині кожного ширококутового знімка одна ділянка фотографувалася вузькокутової телекамерою. Ширококутові знімки були з перекриттям, близько половини поверхні фотографувалося двічі.
У середині сеансу зйомки сканувальна платформа відхилила телекамери на північ, щоб сфотографувати темну ділянку Sinus Meridiani. Сеанс зйомки тривав 17 хвилин, «Марінер-6» отримав 24 знімки з близької відстані, які були записані на аналоговий магнітофон. Дані наукових приладів і знімки протягом кількох наступних днів передавалися на Землю. Потім «Марінер-6» продовжив роботу в режимі міжпланетного польоту. Через неполадки системи охолодження перший канал інфрачервоного спектрометра недостатньо охолонув, тому вимірювання в діапазоні 6—14 мікрон провести було неможливо. Наразі космічний апарат перебуває на геліоцентричній орбіті.

## Наукові результати
«Марінер-6» і «Марінер-7» зняли з близької відстані за допомогою ширококутної телевізійної камери близько 20 % поверхні Марса. Виявлено ділянки поверхні трьох типів:
- області покриті кратерами;
- хаотичні області покриті безладної мережею коротких хребтів і долин завширшки 1—3 і завдовжки 2—10 км;
- області, на яких немає деталей рельєфу.

На світлій круглій області Еллада (Hellas) немає ні кратерів, ні будь-яких інших деталей рельєфу аж до межі зйомки вузькокутової телекамери, рівної приблизно 300 м. Між цими трьома типами існує багато перехідних варіантів. Виявлені кратери двох видів: великі кратери з плоским дном, малі кратери казаноподібної форми. Величина співвідношення діаметра кратера до глибини від 100 до 1. Деякі оази ототожнені з великими кратерами, у яких темне дно (Juventae Fons) або групами кратерів (Oxia Pallus). Марсіанські канали розпізнаються як витягнуті суцільні темні освіти (Agathodaemon, Cerberus), як лінійні ланцюжка декількох кратерів із темним дном (Cantabras, Gehon), як ланцюжки темних плям неправильної форми.
В атмосфері Марса, за даними ультрафіолетового спектрометра, не виявлені азот і оксиди азоту. До польоту «Марінера-4» астрономи вважали, що марсіанська атмосфера складається переважно з азоту, і, виходячи з цієї передумови, пропонували моделі складу атмосфери. На підставі експерименту по радіозатемненню «Марінера-4» з урахуванням спектроскопічних спостережень із Землі встановлено, що вуглекислого газу не менше 80 %. Спектрометричними вимірами «Марінера-6» і «Марінера-7» встановлено, що атмосфера на 98 % складається з вуглекислого газу.
Полярні шапки принаймні частково складаються з твердої вуглекислоти. Інфрачервоний спектрометр виявив смуги твердої CO2.
«Марінер-6» за допомогою інфрачервоного радіометра виміряв температуру на 600 ділянках поверхні. Опівдні температура досягає +17 °C, вночі падає нижче –75 °C. Темні області тепліше світлих.
Проводилося зондування атмосфери методом радіозатемнення. Передавання сигналу «Марінера-6» здійснювалося на частоті 2195 МГц. Космічний апарат зник за диском Марса поблизу західного вістря подвійної затоки Merediani Sinus. Тиск там склав 6,8 мбар, температура близько –13 °C. Радіозатемнення тривало 20 хвилин. «Марінер-6» вийшов з-поза диска Марса на нічній стороні поблизу північного полюса в точці з координатами 79° пн. ш., 274° сх. д. Тиск тут виявився рівним 6,5 мбар, температура близько –113 °C.

## Цікаві факти
- На космічні програми, виконані за допомогою автоматичних міжпланетних станцій серії «Марінер», витрачено 554 млн дол. США (витрати на дослідження й розробки, виготовлення та тестування, запуск, а також управління і зв'язок під час польотів).
- На відміну від радянських автоматичних міжпланетних станцій програми «Марс», корпус автоматичних міжпланетних станцій серії «Марінер» негерметичний.
- На відміну від радянських автоматичних міжпланетних станцій програми «Марс», в автоматичних міжпланетних станціях «Марінер-6» — «Марінер-10» використана велика кількість інтегральних схем.
- На знімках «Марінера-4» помічено вуалювання, що призвело до висновку про наявність на Марсі замутненої атмосфери до висот 150 км. Однак «Марінер-6» і «Марінер-7», на знімках яких вуалювання немає, спростували інформацію про замутненість атмосфери. Імовірно, оптика телекамери «Марінера-4» була забруднена.